# Шукри, Хасан Бей
Хасан Бей Шукри (араб. حسن بك شكري‎, 1876—1940) — общественный и политический деятель османской и подмандатной Палестины, мэр Хайфы в 1914—1920 и 1927—1940 годах. Последний арабский (и мусульманский) мэр города.
Хасан Шукри родился в 1876 году в Иерусалиме. Его семья была родом с Кавказа, но позже переселилась в Стамбул. В XIX веке у них были хорошие связи с султанским двором, и дед Хасана, Абдалла Паша Шукри, был назначен представителем султана в Дамаске. Там он женился на черкеске, родившей ему пятерых детей. Отец Хасана, Ахмад Бей Шукри, занимал должности каймакама Сидонского, Назаретского и Хайфского уездов. У него тоже было пятеро детей.
Шукри учился в Стамбульском университете и овладел турецким языком. Он был приближён ко двору благодаря своему дяде, Хири-Паше, служившему личным врачом султана. Во время учёбы там он познакомился с другим студентом — евреем Шабтаем Леви, с которым с тех пор поддерживал дружеские отношения.
После окончания учёбы он занимал должности главного секретаря городского совета Акко и казначея Назарета. В 1905 году он перебрался в Хайфу, где его отец был главой уезда, а в 1914 году женился на Фатме, дочери хайфского градоначальника Мустафы Паши Эль-Халиля, друга семьи Шукри; в том же году Хасан Шукри был назначен мэром Хайфы.
После захвата Хайфы британской армией городская администрация возобновила работу, но теперь в состав горсовета входили и евреи.
Шукри, как ранее Эль-Халиль, хорошо относился к евреям и поддерживал с некоторыми из них близкие отношения. Также он положительно относился к британцам. В 1920 году он послал поздравительную телеграмму Герберту Сэмюэлу, назначенному первым Верховным комиссаром Палестины. Эта телеграмма и его отношение к евреям привело к давлению на Шукри со стороны членов городского совета, вынудивших его уволиться.
Увольнение вызвало финансовые сложности у семьи Шукри. В течение нескольких лет ему помогали деньгами друзья-евреи.
В 1921 году Шукри вступил в Мусульманскую национальную ассоциацию, занимавшую пробританскую и проеврейскую позицию.
В 1927 году в Хайфе впервые были проведены всеобщие муниципальные выборы. Шукри получил поддержку еврейской общины и стал конкурентом действующего мэра, враждебного к евреям Абд ар-Рахмана Эль-Хаджа. Эль-Хаджа поддерживала влиятельная семья Хусейни (её представителем был муфтий Иерусалима Амин аль-Хусейни), а Шукри — её противники, в том числе муфтий Акко Асад Эль-Шукайри. По результатам выборов Шукри был вновь назначен мэром города.
Во исполнение обещаний, данных еврейской общине, в том же году по его указанию городскую документацию стали вести и на иврите, а с 1933 года еврейских подрядчиков стали допускать на муниципальные конкурсы. В 1928 году одобрил подсоединение города к электрической сети Палестинской электрической компании (ранее решение блокировал Эль-Хадж, так как компанией управляли евреи); в городе появилось уличное освещение. В 1933 году Шукри, вместе с другими арабскими мэрами Палестины, подписал меморандум Верховному комиссару об ограничении еврейской иммиграции в Палестину. В 1934 году заместителем Шукри был назначен Шабтай Леви, с которым Шукри познакомился во время учёбы в Стамбуле. В это время у него сложились тёплые отношения с Моше Чертоком, главой политического отдела Еврейского агентства и будущим премьер-министром Израиля.
В 1936 году Шукри выступил против всеобщей забастовки, объявленной арабскими лидерами Палестины. Несмотря на давление со стороны Верховного арабского комитета, он старался поддерживать нормальную работу муниципалитета. После посещения еврейских беженцев из Нижнего города, укрывшихся от погромов в районе Адар, нападки на Шукри вынудили его отрицать свою заботу о них в письме в газету Palestine Post. Неприязнь националистов к нему привела к первому покушению на его жизнь — в мае 1936 года у его дома сработало взрывное устройство, однако ни он, ни остальные члены семьи, находившиеся там, не пострадали. В том же месяце, получив приглашение на собрание арабских мэров в Рамалле, он убедил власти запретить его проведение. Летом 1936 года непрекращающиеся угрозы вынудили его пожить некоторое время у своих еврейских друзей на горе Кармель. 5 июня под давлением остальных членов горсовета, подписавших заявление об уходе, он также подал в отставку. Британские власти потребовали у членов совета отозвать подписи, угрожая в противном случае распустить совет. После этого Шукри и ещё один арабский член совета согласились вернуться к работе. В итоге англичане назначили для руководства городом особую комиссию, состоявшую из трёх представителей властей, трёх арабов, включая Шукри, и четырёх евреев. Сам Шукри не присутствовал на первом заседании совета, из-за возросшей опасности он уехал в Ливан, где оставался нескоько месяцев. В его отсутствие городом руководил его заместитель Леви. В ноябре 1936 года Шукри вернулся в Хайфу. В январе 1937 года на него вновь было совершено покушение, на этот раз в него стреляли, но промахнулись. Летом вновь был вынужден покинуть город из-за угроз. В сентябре, после его возвращения в город, был убит его шурин Ибрагим Эль-Халиль, что стало для него сильным ударом. Несмотря на угрозы и нестабильность, Шукри продолжал руководить городом до последнего дня жизни.
Шукри скончался на посту мэра в 1940 году и был похоронен на хайфском мусульманском кладбище Аль-Истиклаль. Узнав о его смерти, еврейские жители Хайфы прекратили работу и пришли почтить его. Лидеры еврейской общины Палестины, даже незнакомые с ним, высказали соболезнования. Шукри сменил его заместитель, Шабтай Леви. Сын Хасана Шукри, Сухайль, женился на Ципоре Арбель, еврейке. Это был первый в Хайфе межрелигиозный брак. Во время Израильской войны за независимость вдова Шукри Фатма бежала в Иорданию, где жили её дочери. Позже её внуки занимали там различные государственные должности (Али Шукри был главой канцелярии короля Хусейна).
При Шукри появился торговый центр Нижнего города, был построен район Адар, проложены электричество и канализация.